# Remo Pianezzi
Remo Pianezzi, né le 27 février 1927 à Bracciano, en Italie, et mort le 8 janvier 2015, est un coureur cycliste professionnel suisse.

## Biographie
En tant qu'amateur, Remo Pianezzi gagne le Giro del Mendrisiotto en 1949 et le Championnat de Zurich en 1950. Sa carrière professionnelle se déroule de 1952 à 1957. En 1953, il s’adjuge le Tour du Nord-Ouest de la Suisse et le Tour du Stausee. Il remporte le Tour du lac Léman en 1954 et le critérium de Nyon.
Remo Pianezzi est surtout connu en tant que porteur d'eau d'Hugo Koblet, avec qui il a fait deux fois le Tour de France. Après sa carrière cycliste, il pratique le football et la boccia.

## Palmarès

### Palmarès amateur
- 1949
  - Giro del Mendrisiotto
- 1950
  - Championnat de Zurich amateurs
- 1951
  - 4e du championnat du monde sur route amateurs

### Palmarès professionnel
- 1953
  - Tour du Stausee
  - Tour du Nord-Ouest de la Suisse
- 1954
  - Tour du lac Léman
  - 4ea étape du Tour de France (contre-la-montre par équipes)
  - 3e de Nice-Annot-Nice
- 1955
  - 3e du Tour du lac Léman

## Résultats sur les grands tours

### Tour de France
3 participations
- 1953 : 57e
- 1954 : 50e, vainqueur de la 4ea étape (contre-la-montre par équipes)
- 1956 : 61e

### Tour d'Italie
3 participations
- 1953 : 55e
- 1954 : 65e
- 1955 : 66e

### Tour d'Espagne
1 participation
- 1956 : 25e